# Undisputed Championship
Undisputed Championship er den engelske betegnelse for den ubestridte VM-titel inden for wrestling. Titlen holdes af den verdensmester, der har vundet alle de store VM-titler, der er at vinde. At vinde den ubestridte VM-titel er en yderst sjælden og meget prestigefyldt bedrift. Der er p.t. ikke nogen ubestridt verdensmester inden for wrestling, da der eksisterer tre forskellige VM-titler (WWE World Heavyweight Championship, TNA World Heavyweight Championship og Ring of Honor World Championship. 

## De første ubestridte verdensmestre
Den første ubestridte verdensmester var Georg Hackenschmidt, der vandt en række turneringer i Europa, heriblandt en VM-titelturnering, der gjorde ham til verdensmester. I 1902 besejrede han Tom Cannon, der var den regerende European Greco-Roman-mester i en kamp i Liverpool, England, Storbritannien, og Hackenschmidt blev derved verdens første ubestridte verdensmester inden for wrestling. Den regerende amerikanske mester var dog også en potentiel ubestridt verdensmester, og i 1908 måtte Hackenschmidt overlade titlen som den ubestridte verdensmester til Frank Gotch, efter at Gotch havde vundet en VM-titelkamp mod ham. Gotch forenede derved Hackenschmidts VM-titel med sin egen amerikanske titel, og han wrestlede verden rundt som den ubestridte verdensmester i mange år uden at blive besejret. 
Efter Gotch havde indstillet karrieren kom en række nye ubestridt verdensmestre, heriblandt Earl Caddock, Joe Stecher, Ed "Strangler" Lewis, Stanislaus Zbyszko og Wayne Munn. I slutningen af 1920'erne blev VM-titlen dog igen bestridt, da flere wrestlingorganisationer lavede deres egne VM-titler, blandt andre American Wrestling Association, National Boxing Association (senere National Wrestling Association) og New York State Athletic Commission. Der var således en række VM-titler inden for wrestling i 1930'erne og 1940'erne, men ingen ubestridt verdensmester. 

## National Wrestling Alliance
I 1948 blev National Wrestling Alliance (NWA) oprettet af en række wrestlingorganisationer i et forsøg på igen at have én verdensmester inden for wrestling. Orville Brown blev tildelt NWA World Heavyweight Championship og blev således NWA's verdensmester, men han tabte dog hurtigt titlen til Lou Thesz. Lou Thesz vandt i perioden fra 1948 til 1952 VM-titlerne i de andre store wrestlingorganisationer og var i tiden herefter den første ubestridte verdensmester inden for wrestling siden 1920'erne. NWA's VM-bælte, som Lou Thesz valgte at beholde som tegn på alle sine VM-titler, blev ligeledes symbolet på den ubestridte verdensmester. 
Ikke alle var dog tilfreds med, at Lou Thesz var den eneste reelle verdensmester, og i 1960 forlod American Wrestling Association (AWA) med Verne Gagne i spidsen NWA og lavede deres egen VM-titel (AWA World Heavyweight Championship). Tre år senere forlod også World Wide Wrestling Federation (WWWF), der var ejet af Vince McMahon, Sr., NWA, og WWWF lavede også deres egen VM-titel (WWWF World Heavyweight Championship). I 1960'erne, 1970'erne og 1980'erne fandtes der således mindst tre store VM-titler inden for wrestling, men ingen ubestridt verdensmester.
AWA gik konkurs i 1991, men samme år valgte World Championship Wrestling (WCW) og i 1993 også Eastern Championship Wrestling (ECW) at forlade NWA og lave deres egne VM-titler, og både WCW og ECW erklærede deres vigtigste titler for VM-titler. I midten af 1990'erne havde NWA's VM-titel mistet al betydning, og de primære VM-titler var WWF Championship (i World Wrestling Federation, tidligere WWWF), WCW World Heavyweight Championship og ECW World Heavyweight Championship. NWA's egen titel havde ikke længere status som VM-titel. 

## World Wrestling Entertainment
Både ECW og WCW lukkede i 2001, og begge organisationer blev opkøbt af World Wrestling Federation (WWF). WCW World Heavyweight Championship fortsatte med at blive forsvaret i WWF indtil slutningen af 2001, hvor WWF udnyttede muligheden for igen at have en ubestridt verdensmester. Ved WWF's Vengeance blev WWF Championship og WCW World Heavyweight Championship forenet, og Chris Jericho vandt en VM-titelturnering og blev derved den første ubestridte verdensmester i over 50 år. Nogle måneder senere blev WWF opdømt til World Wrestling Entertainment (WWE), og den ubestridte VM-titel fik navnet WWE Undisputed Championship og var naturligvis WWE's vigtigste titel. Den blev vundet af Triple H, Hulk Hogan, The Undertaker, The Rock og til sidst Brock Lesnar.
World Wrestling Entertainment blev i 2002 opdelt i to brands (tv-programmer) og valgte at tildele hvert sit brand en VM-titel. WWE Undisputed Championship blev tildelt SmackDown-brandet, mens der til RAW-brandet blev oprettet en hel ny VM-titel, WWE World Heavyweight Championship. Den ubestridte VM-titel, WWE Undisputed Championship, var derfor ikke længere ubestridt og blev opdømt til WWE Championship. WWE's to VM-titler blev forenet i december 2013 under det nye navn WWE World Heavyweight Championship.  

## Flere VM-titler igen
Samme år opstod der to større wrestlingorganisationer: Total Nonstop Action Wrestling (TNA) og Ring of Honor (ROH). TNA erhvervede sig rettighederne til den gamle NWA VM-titel (NWA World Heavyweight Championship) og forsøgte at skyde noget liv i det gamle titel i samarbejde med NWA. TNA mistede rettighederne til NWA-titlen i 2007 og lavede straks deres egen VM-titel, TNA World Heavyweight Championship. Ring of Honor lavede ROH World Championship, der opnåede status som VM-titel i 2003. I 2006 valgte World Wrestling Entertainment at give nyt liv til ECW's gamle VM-titel, og med ECW Championship havde WWE nu tre VM-titler. ECW Championship blev dog deaktiveret igen i 2010.
Der er derfor p.t. ikke nogen ubestridt verdensmester inden for wrestling, og det har der ikke været siden 2002. Den sidste ubestridte verdensmester var Brock Lesnar i WWE. WWE, TNA og Ring of Honor har hver deres VM-titel.